# Art Eggleton
 (avril 2020).
Si vous disposez d'ouvrages ou d'articles de référence ou si vous connaissez des sites web de qualité traitant du thème abordé ici, merci de compléter l'article en donnant les références utiles à sa vérifiabilité et en les liant à la section « Notes et références ».
Pour les articles homonymes, voir Eggleton.
Art Eggleton (né le 29 septembre 1943 à Toronto) est un homme politique et un comptable canadien. 
Maire de Toronto du 1er décembre 1980 au 30 novembre 1991, il est ensuite député de 1993 à 2004 et ministre dans le cabinet de Jean Chrétien, avant d'être nommé au Sénat, poste qu'il occupe de 2005 à 2018.

## Biographie
Élu au conseil de ville de Toronto en 1969, il était au départ un réformateur, servant à titre de chef du budget dans le conseil élu en 1973 sous David Crombie, mais il est devenu plus conservateur au fil des années.
Candidat pour le Parti libéral du Canada dans Parkdale lors d'une élection partielle en 1978, il est défait par le progressiste-conservateur Yuri Shymko. En 1980, il se présente alors aux élections municipales de Toronto contre le maire de gauche John Sewell et remporte l'élection. 
Son administration était généralement prudente et favorable au développement économique. Eggleton dut cependant faire face à la controverse lorsque des activistes essayèrent de proclamer la semaine de la fierté sans l'appui des autorités. 
En 1985, il résista au défi de la conseillère réformiste Anne Johnston, qui voulait le vaincre lors de l'élection civique tenu au cours de l'année. Il quitta la politique municipale en 1991, sa mairie ayant été la plus longue de toute l'histoire de Toronto.
En 1993, il est candidat dans le comté de York-Centre, en banlieue de Toronto, toujours comme libéral, et gagne l'élection. Le premier ministre Jean Chrétien le nomme au poste de président du conseil du trésor et ministre pour les infrastructures dans le nouveau cabinet ministériel.
De janvier 1996 à juin 1997, il est le ministre canadien du commerce international. Eggleton conserve sa circonscription lors de l'élection de 1997 pour être ensuite nommé ministre de la Défense nationale. Il devient membre honoraire du Collège militaire royal du Canada (#S128).
Réélu lors de l'élection de 2000, il tombe en difficulté lorsqu'il est révélé qu'il accorda un contrat 36 500 dollars à son ancienne amie Maggie Maier pour écrire un rapport sur les effets de l'état de stress post-traumatique et de la maladie environnementale sur les soldats canadiens. 
L'affaire fut élucidée par l'Ottawa Citizen ; elle était l'un parmi d'autres de petits scandales qui éclaboussèrent le gouvernement libéral. Le 26 mai 2002, Eggleton fut débouté du cabinet à la suite de ces révélations.
En tant que député d'arrière-banc, Eggleton était critique de Chrétien et favorable à son adversaire Paul Martin. En dépit de cela, il n'est pas revenu au cabinet lorsque Paul Martin est devenu premier ministre en décembre de 2003. 
Le 13 mai 2004, Eggleton annonça qu'il ne serait pas candidat lors de l'élection de 2004, traçant ainsi le chemin du candidat-vedette Ken Dryden. Il a été nommé au Sénat par Paul Martin le 24 mars 2005.